# جي. إدوارد كالدويل
جي. إدوارد كالدويل هو سياسي أمريكي، ولد في 13 يونيو 1927 في بريدجبورت في الولايات المتحدة، وتوفي في 9 أكتوبر 2013 في Stratford, Connecticut ‏ في الولايات المتحدة. نشط حزبياً في الحزب الديمقراطي.